# Rue Félix-Huguenet
La rue Félix-Huguenet est une voie du 20e arrondissement de Paris, en France.

## Situation et accès
La rue Félix-Huguenet est une voie publique située dans le 20e arrondissement de Paris. Elle débute au 61, cours de Vincennes et se termine au 60, rue de Lagny.

## Origine du nom
La rue a été nommée en l'honneur de l'acteur Félix Huguenet (1858-1926).

## Historique
Cette voie est ouverte sous sa dénomination actuelle par la Ville de Paris sur l'emplacement de l'ancienne usine à gaz de Saint-Mandé par un arrêté du 14 août 1934.